# 逃走の罪
逃走の罪（とうそうのつみ）は、刑法に規定された国家的法益に対する罪で、国家による拘禁から逃れること、または国家による拘禁にある者を逃れさせたり、その援助をする犯罪類型。

## 概説
逃走の罪は第二編「罪」第六章に規定がある。逃走の罪の保護法益は国家の拘禁作用である。
逃走の罪の類型としては、被拘禁者が自ら逃走する場合（被拘禁者が犯罪の主体となる場合）と被拘禁者を他者が逃走させる場合（被拘禁者が犯罪の客体となる場合）とがあり、このうち前者（単純な逃走）については期待可能性が低いために不可罰としている国もあるが、日本では処罰対象としている。最高裁は本罪の合憲性について「未決若しくは既決の囚人が拘禁の苦痛を免れようとする衝動から逃走するのは、憲法が保障する自由を回復する行為ではない。なぜならば未決、既決の囚人がその身体の自由を制限されている場合には法律の定める手続によらなければ右自由を回復しえないものだからである。そしてかかる囚人の自己逃走を処罰するために設けられた前記刑法規定は公共の福祉を保持するために自由の制限を認めたものであって、所論のごとき違憲のかどは認められない」としている（最判昭26・7・11刑集5巻8号1419頁）。

## 単純逃走罪
加重逃走罪と区別する目的で、単純逃走罪と呼ばれる。 

### 主体
本罪の主体は｢法令により拘禁された者｣であり身分犯である。
拘禁された既決の者とは、確定判決を受けて自由刑の執行のために拘置されている者（刑法12条2項・13条2項）と、死刑の言い渡しを受けて、執行までの間に刑事施設に拘置されている者（刑法11条2項）をいう。通説的見解によれば、罰金または科料を完納することができないために労役場に留置されている者（刑法18条1項・2項）も含まれる。
拘禁された未決の者とは、勾留状の執行のために拘禁されている者をいう（札幌高判昭和28年7月9日高刑集6巻7号874頁）。また、刑事訴訟法167条および224条による、鑑定留置に付された者も含まれるというのが通説的見解である（仙台高判昭和33年9月24日高刑集11巻追録1頁参照）。

### 行為
本罪の行為は「逃走」であり、看守者の実力的支配を脱した状態をいう。未決の者が施設の外へ脱走したが、看守者がすぐに発見して追跡し、まもなく発見された場合、看守者の実力的支配を脱したとはいえないから、逃走未遂罪となるとした下級審の判決がある（福岡高判昭和29年1月12日高刑集7巻1号1頁）。

## 加重逃走罪

### 主体
本罪の主体は単純逃走罪の主体（裁判の執行により拘禁された既決又は未決の者）のほか「勾引状の執行を受けた者」も含まれる（身分犯）。逮捕状により逮捕された者は含まれるが（東京高判昭和33年7月19日高刑集11巻6号347頁）、現行犯逮捕や緊急逮捕の場合には逮捕状が発行されていないので本条の主体から除かれるとするのが通説的見解である。
通謀を逃走手段とした場合の主体については、二人が通謀して一人を逃走させた場合について、共同正犯の規定が適用されるか否かで争いがある。適用できるとする説もあるが、適用できず、行為の態様により、各人に単純逃走罪、加重逃走罪または逃走援助罪を適用すべきであるとする見解が有力である。また、各人につき既遂または未遂の判定をすべきであるとした下級審の判決がある（佐賀地判昭和35年6月27日下刑2巻5=6号938頁）。
また、看守等へ暴行脅迫をし、拘禁場を破壊し、逃走をしなかった場合や、現行犯逮捕で逃走をした場合は建造物損壊罪と公務執行妨害罪の併合罪となり、7年6か月以上の拘禁刑となる。逃走する場合と比べ罪が重くなってしまうという不合理な点が発生する。

### 行為
本罪の行為は、
1. 拘禁場もしくは拘束のための器具の損壊
2. 暴行もしくは脅迫
3. 二人以上での通謀のいずれかの方法・手段

により逃走することである。
- 拘禁場もしくは拘束のための器具の損壊
  - 損壊とは、物理的損壊を意味するから、手錠および捕縄を外しただけでは損壊にあたらないとされている（広島高判昭和31年12月25日高刑集9巻12号1336頁）。
- 暴行もしくは脅迫
  - 暴行とは、保護法益から考えて、公務執行妨害罪と同じく、間接暴行でもよいとされる（広義の暴行）。暴行・脅迫は看守に対してなされることを要する[3]。
- 二人以上での通謀

## 被拘禁者奪取罪

### 客体
本罪の客体は「法令により拘禁された者」であり、本罪の客体には単純逃走罪や加重逃走罪で主体とされる者に加えて、現行犯逮捕や緊急逮捕された者も含まれるというのが通説的見解である。ただし、刑事司法実現のための拘禁である必要があり、児童自立支援施設に入所中の者や精神保健福祉法により入院措置を受けた者は含まないとされる。一方、少年院に保護処分として収容された者は含まれるとした下級審の判決がある（福岡高宮崎支判昭和30年6月24日高刑特2巻12号628頁）。

### 行為
本罪の行為は「奪取」である。

## 逃走援助罪

### 目的犯
本罪は成立に「法令により拘禁された者を逃走させる目的」を要する目的犯である。

### 客体
本罪の客体は「法令により拘禁された者」である。

### 行為
本罪の行為は、器具の提供その他逃走を容易にすべき行為をすること又は暴行・脅迫である。

### 既遂時期
器具の提供その他逃走を容易にすべき行為をした時点、あるいは暴行や脅迫をした時点で既遂に達する。実際に拘禁された者が逃走することを要しないとされる。ただし、看守者逃走援助罪の場合は、拘禁された者が逃走した時点で既遂に達する。

## 看守者等による逃走援助罪

### 主体
本罪の主体は「法令により拘禁された者を看守し又は護送する者」である（身分犯）。

### 客体
本罪の客体は「法令により拘禁された者」である。